# Черевко, Сергей Александрович
Сергей Александрович Черевко (род. 28 февраля 1984 года) — российский пловец в ластах.

## Карьера
Вместе с братом Михаилом занимался подводным плаванием в учебно-спортивный центр водных видов спорта Томска. Позже переехал в Новосибирск, где занимался у Сергея Ахапова. Член сборной команды России 1994-2006 годах. Трёхкратный чемпион мира.

## Образование
В 2006 году окончил Томский Политехнический Университет по специальности  «Бурение нефтяных и газовых скважин». 

## Производственная деятельность
В настоящее время - Руководитель Программ по бурению и нефтесервису «Газпромнефть-Хантос».